# Acid ursolic
Acidul ursolic (denumit și urson, prunol sau malol) este un compus organic natural din categoria triterpenoidelor pentaciclice, derivat de ursan. A fost identificat în ceara epicuticulară a merelor în jurul anului 1920 și este regăsit în coaja multor fructe, dar și în plante ierboase, precum rozmarin sau cimbru. Este prezent, împreună cu mulți compuși derivați, în cantități mari în mere.